# ويليام لورين كاتس
ويليام لورين كاتس (بالإنجليزية: William Loren Katz)‏ هو كاتب للأطفال ومؤرخ أمريكي، ولد في 2 يونيو 1927.